# Günther Kriz
Günther Kriz (Viena, 12 de outubro de 1940) é um ex-ciclista austríaco. Competiu na prova de 1 km contrarrelógio em pista nos Jogos Olímpicos de Verão de 1960 em Roma, terminando na vigésima posição.